# 사랑은 타이밍!
《사랑은 타이밍!》(Les Poupees Russes, The Russian Dolls)은 프랑스에서 제작된 세드릭 클라피쉬 감독의 2005년 멜로/로맨스, 코미디 영화이다. 로망 뒤리스 등이 주연으로 출연하였고 매튜 저스티스 등이 제작에 참여하였다.

## 출연

### 주연
- 로망 뒤리스
- 켈리 라일리
- 오드리 토투
- 세실 드 프랑스
- 케빈 비숍
- 에브구엔야 오브라즈소바
- 아이린 몬탈라
- 게리 러브

### 조연
- 루시 고든
- 에이사 마이가
- 피에르 카시그나드
- 올리비에 샐러딘
- 지네딘 수알렘
- 캐롤 프랭크
- 니콜라스 브리안콘
- 프레데릭 벨
- 줄리 뒤랑
- 니콜라스 데이
- 아만다 복서
- 제이크 카누소
- 래닉 가우트리
- 페데리코 단나
- 바나비 메츠슈럿
- 크리스티나 브론도
- 베르나르드 알레
- 세드릭 클라피쉬

## 기타
- 미술: 마리 체미날
- 의상: 안느 쇼떼
- 배역: 진 밀렛